# Acalypha oxyodonta
Acalypha oxyodonta é uma espécie de flor do gênero Acalypha, pertencente à família Euphorbiaceae.